# Matthis Riou
Pour les articles homonymes, voir Riou.
Matthis Riou, né le 19 janvier 2001 à Lannion en France, est un footballeur français. Il joue au poste de défenseur central à la RAAL La Louvière.

## Biographie

### En club
Né à Lannion en France, Matthis Riou commence le football à l'AS Tréguier avant d'être repéré par deux clubs professionnels, le Stade rennais FC et l'EA Guingamp. Il décide de rejoindre Guingamp en raison de sa proximité avec Plougrescant le village où réside sa famille et du souhait du club de l'intégrer immédiatement tandis que Rennes désire attendre deux ans. Il rejoint donc l'EA Guingamp où il passe par toutes les catégories de jeunes depuis les U13 jusqu'à la réserve, avant de signer son premier contrat professionnel d'une durée de deux ans le 4 juin 2021,.
Il joue son premier match professionnel le 14 août 2021, lors d'une rencontre de Ligue 2 face à l'Amiens SC. Il est titularisé et son équipe s'incline par deux buts à zéro.
Le 10 septembre 2022, il prolonge avec Guingamp jusqu'en juin 2025.

## Statistiques
| Saison                | Club                  | Championnat           | Championnat | Championnat | Coupe(s) nationale(s) | Coupe(s) nationale(s) | Compétition(s) continentale(s) | Compétition(s) continentale(s) | Compétition(s) continentale(s) | Total | Total |
| Saison                | Club                  | Division              | M.          | B.          | M.                    | B.                    | Comp.                          | M.                             | B.                             | M.    | B.    |
| 2021-2022             | EA Guingamp           | Ligue 2               | 17          | 0           | 1                     | 0                     | -                              | -                              | -                              | 18    | 0     |
| 2022-2023             | EA Guingamp           | Ligue 2               | 19          | 0           | -                     | -                     | -                              | -                              | -                              | 19    | 0     |
| 2023-2024             | EA Guingamp           | Ligue 2               | 11          | 0           | 3                     | 0                     | -                              | -                              | -                              | 14    | 0     |
| Sous-total            | Sous-total            | Sous-total            | 47          | 0           | 4                     | 0                     | -                              | -                              | -                              | 51    | 0     |
| Total sur la carrière | Total sur la carrière | Total sur la carrière | 47          | 0           | 4                     | 0                     | -                              | -                              | -                              | 51    | 0     |